# Medalha de Mérito Educativo
A Medalha de Mérito Educativo (em chinês:  教育功績勳章) é uma condecoração macaense, atribuída desde 2001 pelo governo da Região Administrativa Especial de Macau, em reconhecimento às contribuições significativas para a educação da Região Administrativa Especial de Macau da República Popular da China.

## Lista de galardoados
| Ano  | Galardoados                                                |
| ---- | ---------------------------------------------------------- |
| 2001 | Francis Hung                                               |
| 2001 | Tou Nam                                                    |
| 2001 | Vong Pou Chun                                              |
| 2001 | Lau Sin Peng                                               |
| 2002 | Pat I Man                                                  |
| 2002 | Vong Chau Son                                              |
| 2002 | So Ying Suen                                               |
| 2003 | Chan Kei I                                                 |
| 2003 | Cheong Iu Fai                                              |
| 2003 | Choi Kai Yau                                               |
| 2004 | Lam Hin Fu                                                 |
| 2004 | Wu Yee Ching                                               |
| 2004 | Ao Cam Iong                                                |
| 2004 | Ieong Sao Leng                                             |
| 2005 | Li Pik Ki                                                  |
| 2005 | Au Tin Heong                                               |
| 2005 | Associação de Educação de Macau                            |
| 2006 | Lei Cheong Lap                                             |
| 2006 | Alejandro Salcedo Garcia                                   |
| 2006 | Kuan Sio Hong                                              |
| 2007 | Un U Wa                                                    |
| 2007 | Cheng Man Ling Dorothy                                     |
| 2008 | Louisa Lui                                                 |
| 2008 | Maria Edith da Silva                                       |
| 2008 | Chan Tat Ming                                              |
| 2009 | Ho Heong Peng                                              |
| 2009 | Lam Kim U                                                  |
| 2009 | Lo Choi Keng                                               |
| 2010 | Ho Sio Kam                                                 |
| 2010 | Cheung Yung Sau                                            |
| 2010 | Man Kuan                                                   |
| 2010 | Teresa Kwan Kit Mui                                        |
| 2011 | Wang Yitao                                                 |
| 2011 | Wong Lai Heng                                              |
| 2011 | Yong Pac Hun                                               |
| 2011 | Tai Chan Lam                                               |
| 2012 | Iao Tun Ieong                                              |
| 2012 | Chu Sheung Maria                                           |
| 2012 | Kou Kam Fai                                                |
| 2012 | Lai Sai Kei                                                |
| 2013 | Chan Chi Kwan                                              |
| 2013 | Yip Wai Ming Evelyn                                        |
| 2013 | Vong Kuoc Ieng                                             |
| 2013 | Choi Sok I                                                 |
| 2014 | Daniel Tse Chi-wai                                         |
| 2014 | Vu Hon In                                                  |
| 2014 | Hoi Soi Kuai                                               |
| 2014 | Tam Wai Chan                                               |
| 2015 | Associação das Escolas Católicas de Macau                  |
| 2015 | Yuen Mei Fun Alice                                         |
| 2015 | Ao U Hong                                                  |
| 2015 | Kuok Ut Kam                                                |
| 2016 | Leong Lai                                                  |
| 2016 | Universidade de Macau                                      |
| 2016 | Escola da Associação para Filhos e Irmãos dos Agricultores |
| 2016 | Ip Hong Kit                                                |
| 2017 | Lei Heong Iok                                              |
| 2017 | Vong Chuk Kwan                                             |
| 2017 | Lo Sio Va                                                  |
| 2018 | Choi Kun Sam                                               |
| 2018 | Sou Chio Fai                                               |
| 2018 | Escola de Santa Madalena                                   |
| 2018 | Tang Siu Lan                                               |
| 2019 | Manuel Augusto Martins Peres Machado                       |
| 2019 | Lam Sok Wa                                                 |
| 2019 | Escola dos Moradores de Macau                              |